# Semur-en-Vallon
Semur-en-Vallon é uma comuna francesa na região administrativa do País do Loire, no departamento de Sarthe. Estende-se por uma área de 15.13 km². Em 2010 a comuna tinha 455 habitantes (densidade: 30,1 hab./km²).